# Eau de fonte

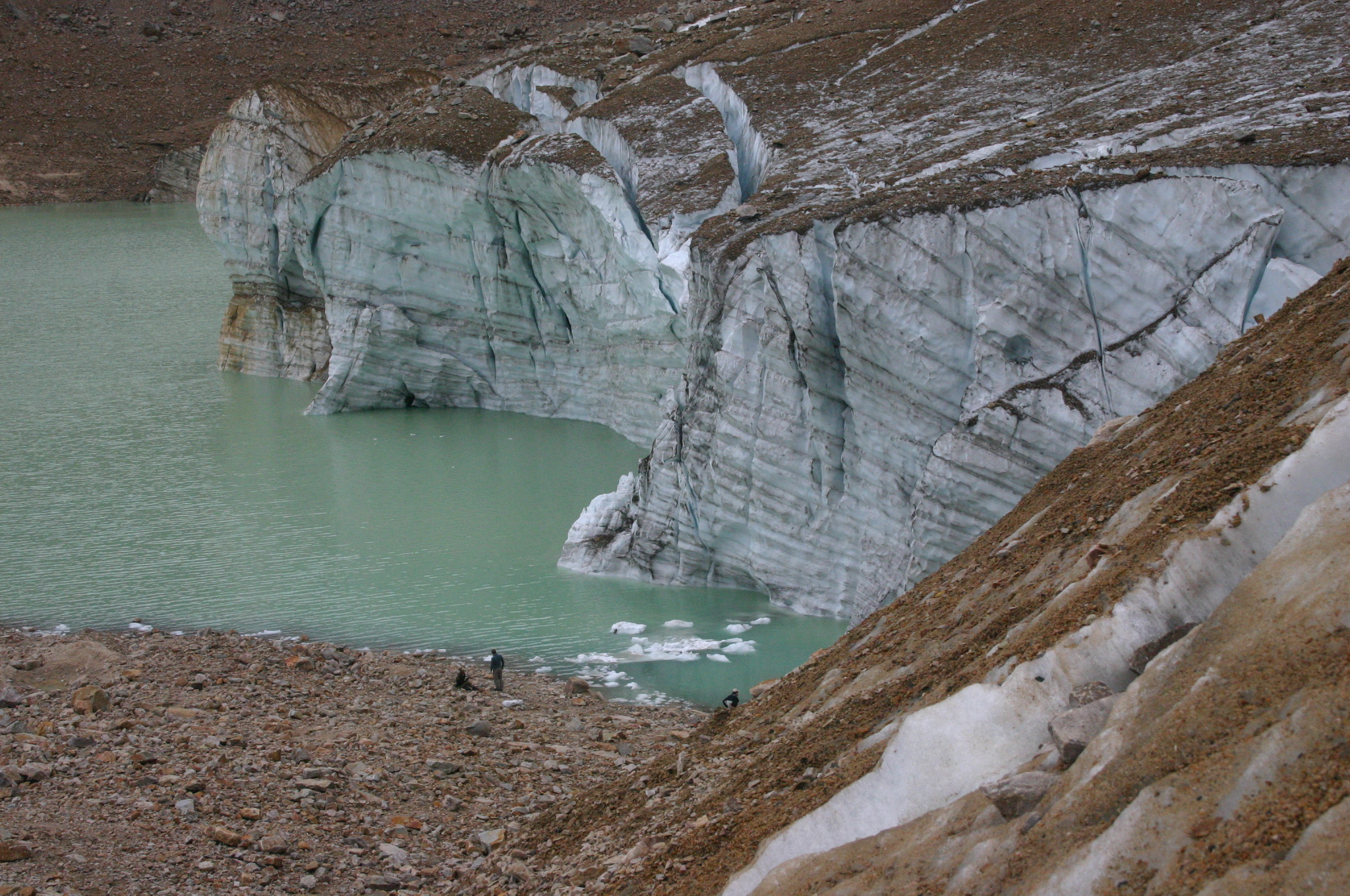
Eau de fonte provenant du glacier Cavell du mont Edith Cavell

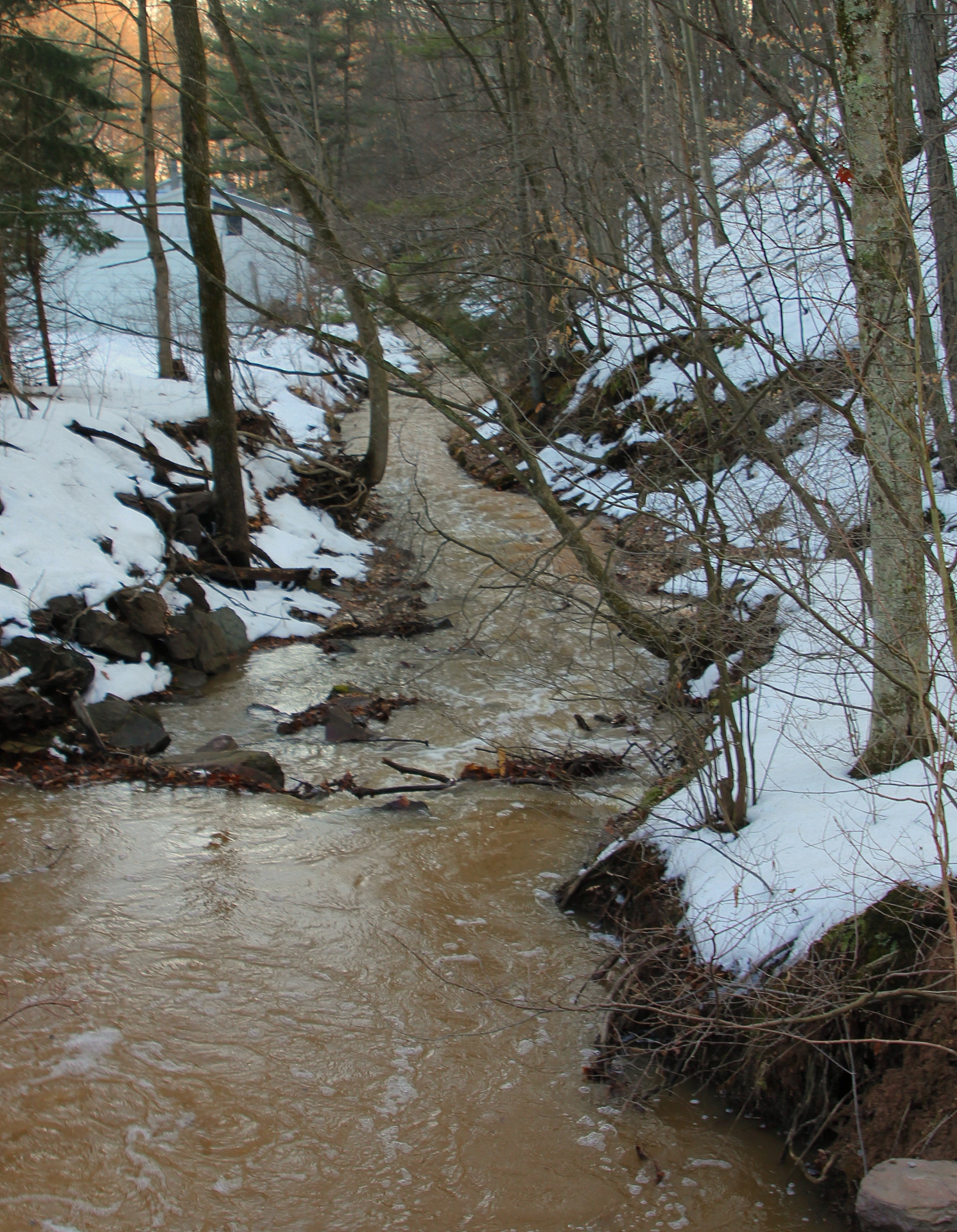
Eau de fonte au début du printemps dans un ruisseau en Pennsylvanie

L'eau de fonte est de l'eau libérée par la fonte de la neige ou de la glace, notamment celle des glaciers, des icebergs et des plates-formes de glace au-dessus des océans. L'eau de fonte se trouve souvent dans la zone d'ablation des glaciers, où le taux de couverture neigeuse diminue. L'eau de fonte peut être produite lors d'éruptions volcaniques, de la même manière que se forment les lahars les plus dangereux. 
Lorsque l'eau de fonte s'accumule à la surface plutôt que de couler, elle forme des mares de fonte. Lorsque le temps se refroidit, l'eau de fonte se recongèle souvent. L'eau de fonte peut s'accumuler ou fondre sous la surface de la glace. Ces flaques d'eau, appelées lacs subglaciaires, peuvent se former en raison de la chaleur géothermique et des frictions. 

## Source d'eau
L'eau de fonte fournit de l'eau potable à une grande partie de la population mondiale, ainsi que de l'eau pour l'irrigation et les centrales hydroélectriques. Certaines villes du monde ont de grands lacs qui collectent l'eau de la fonte des neiges pour compléter l’approvisionnement en eau. Melbourne, Canberra, Los Angeles et Las Vegas comptent parmi les villes qui tirent leur eau de fonte.

## Eau de fonte glaciaire

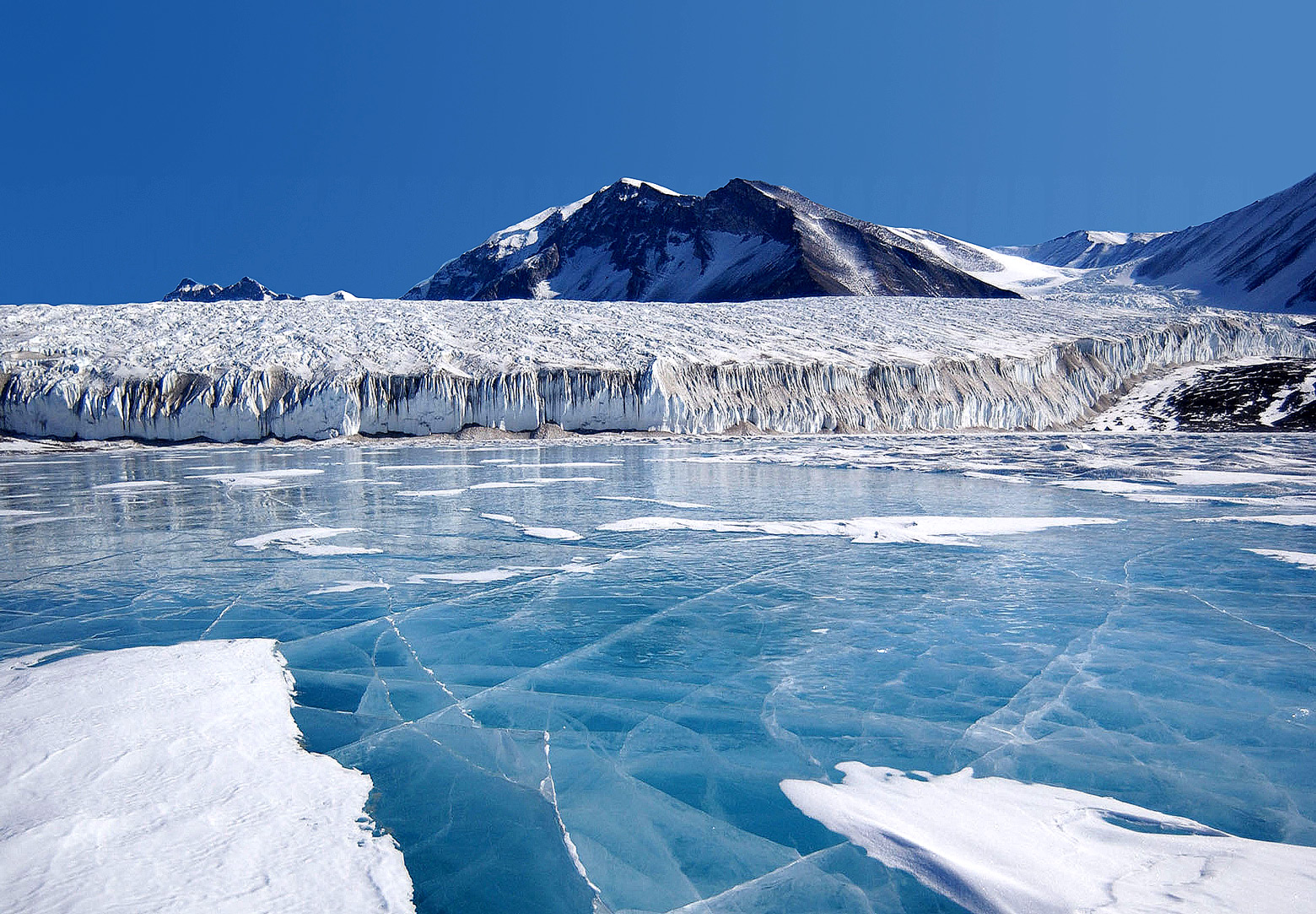
Eaux de fonte glaciaires recongelées du glacier Canada, en Antarctique

L'eau de fonte glaciaire provient de la fonte glaciaire due à des forces extérieures ou à la pression et à la chaleur géothermique. Souvent, il y aura des rivières traversant les glaciers dans les lacs. La couleur de ces lacs d'un bleu éclatant provient de la "farine de roche ", un sédiment qui a été transporté par les rivières vers les lacs. Ces sédiments proviennent de roches concassées sous le glacier. La poudre fine est ensuite suspendue dans l'eau et absorbe et diffuse diverses couleurs de la lumière du soleil  donnant un aspect laiteux turquoise. 

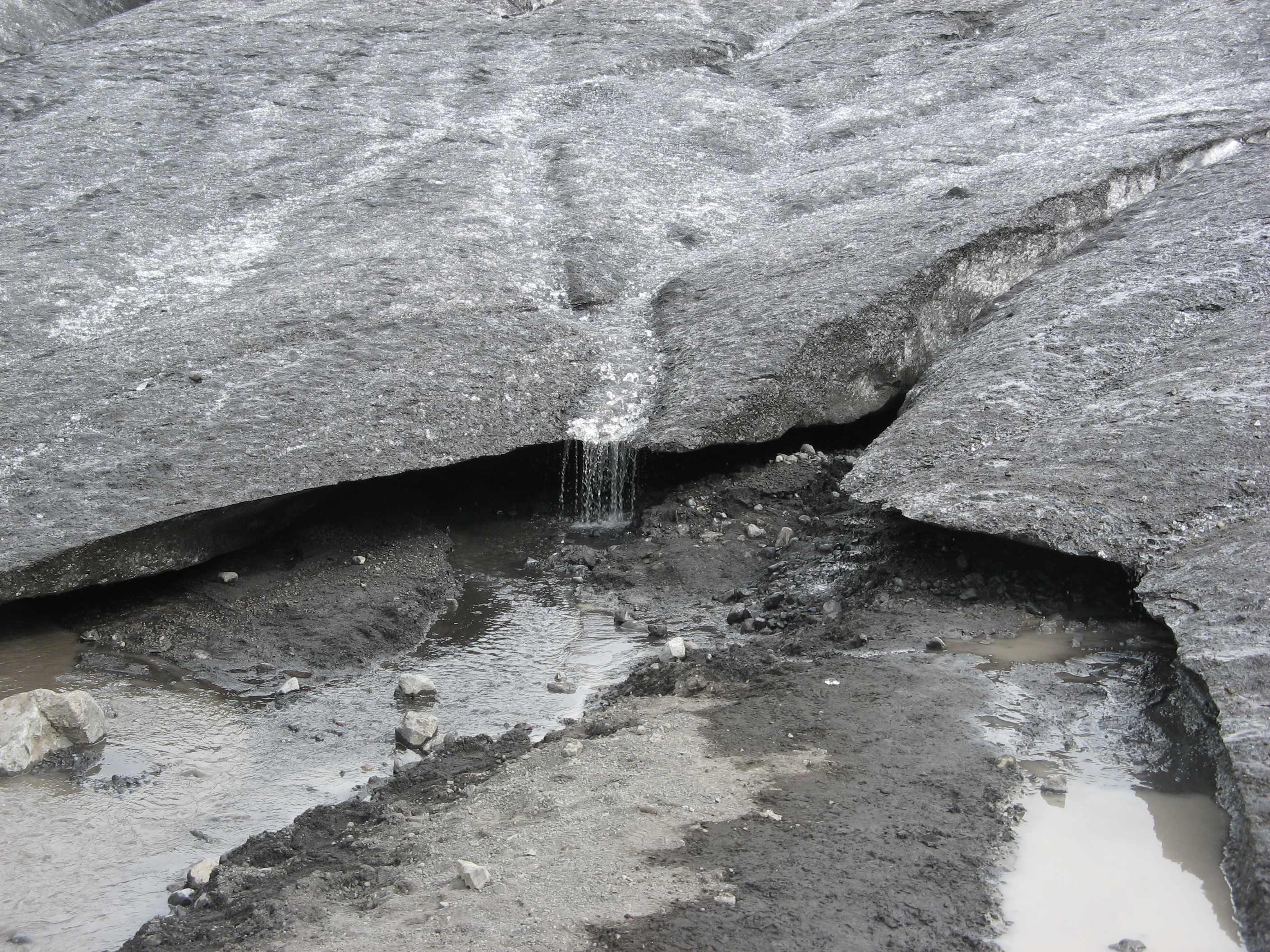
Eau de fonte à Skaftafellsjökull, Islande

L'eau de fonte joue également un rôle de lubrifiant dans le glissement basal des glaciers. Les mesures GPS de l'écoulement de la glace ont révélé que les mouvements glaciaires sont plus importants en été, lorsque les niveaux d'eau de fonte sont les plus élevés. 

## Changements rapides
Les eaux de fonte peuvent indiquer un changement climatique brutal. Un exemple de grande masse d'eau de fonte est le cas de la région d'un affluent du flux de glace de Bindschadler, dans l'Antarctique occidental, où un mouvement vertical rapide de la surface de la couche de glace a suggéré le déplacement d'une masse d'eau sub-glaciaire. 
Cela peut également déstabiliser les lacs glaciaires, provoquant de brusques inondations, et déstabiliser le manteau neigeux, provoquant des avalanches. Les eaux de fonte glaciaires submergées d'un lac barré par une moraine et relâchées subitement peuvent provoquer des inondations, telles que celles qui ont créé les gouffres en granit dans la réserve d'État du purgatoire du gouffre (États-Unis). 

### Le réchauffement climatique
Dans un rapport publié en juin 2007, le Programme des Nations Unies pour l'environnement (PNUE) estimait que le réchauffement de la planète pourrait affecter 40% de la population mondiale du fait de la perte de glaciers, de neige et des eaux de fonte associées en Asie . La tendance prévue de la fonte des glaces signifie des extrêmes climatiques saisonniers dans ces régions d'Asie. Historiquement, l'impulsion 1A de l'eau de fusion a été une caractéristique marquante de la dernière déglaciation et s'est déroulée il y a 14,7-14,2 milliers d'années. 